# 堺站
堺站（日语：／ Sakai eki */?）是位於日本大阪府堺市堺區，屬於南海電氣鐵道南海本線的鐵路車站。車站編號是NK11。

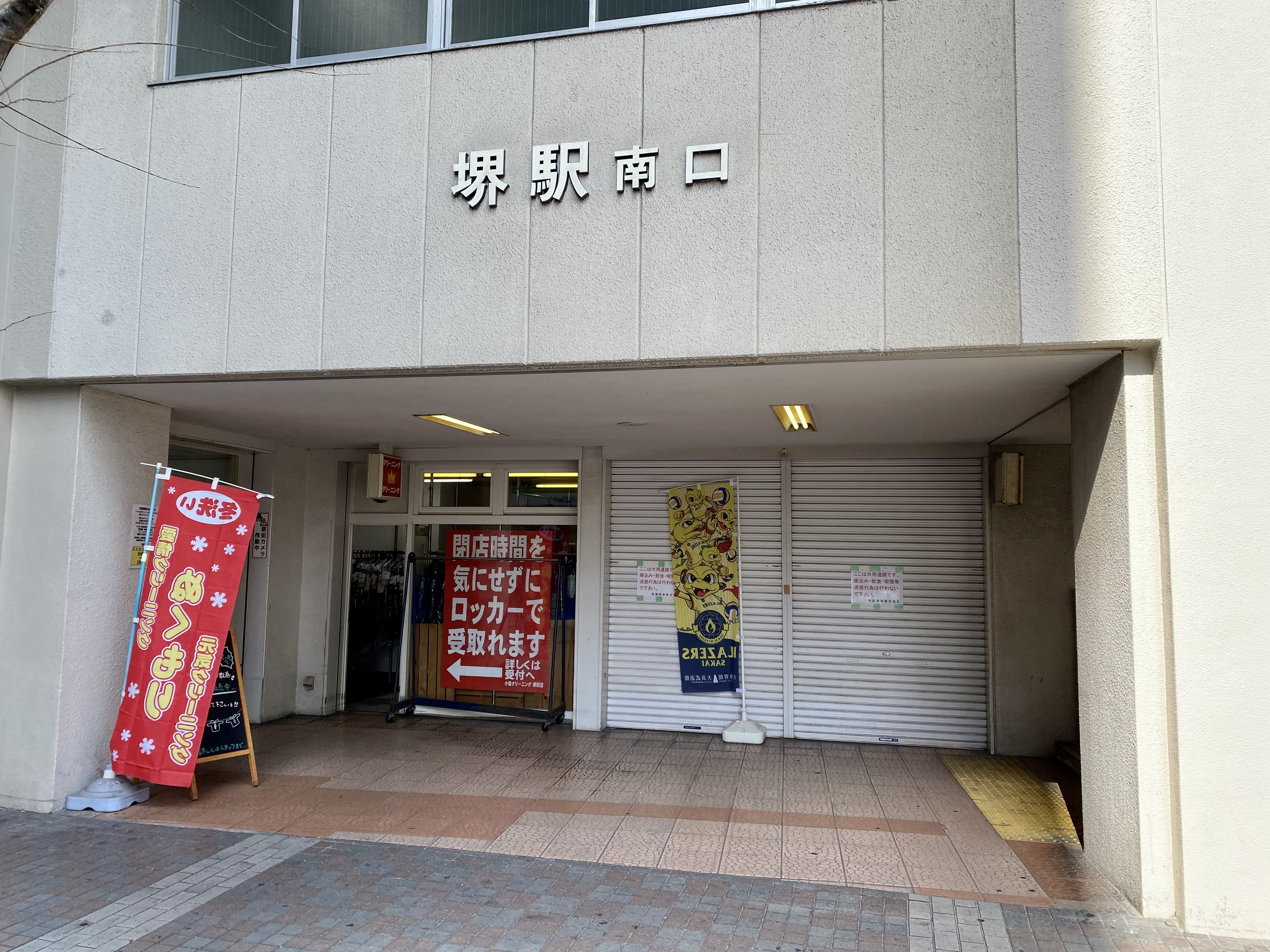
車站南口（2022年3月）

## 歷史

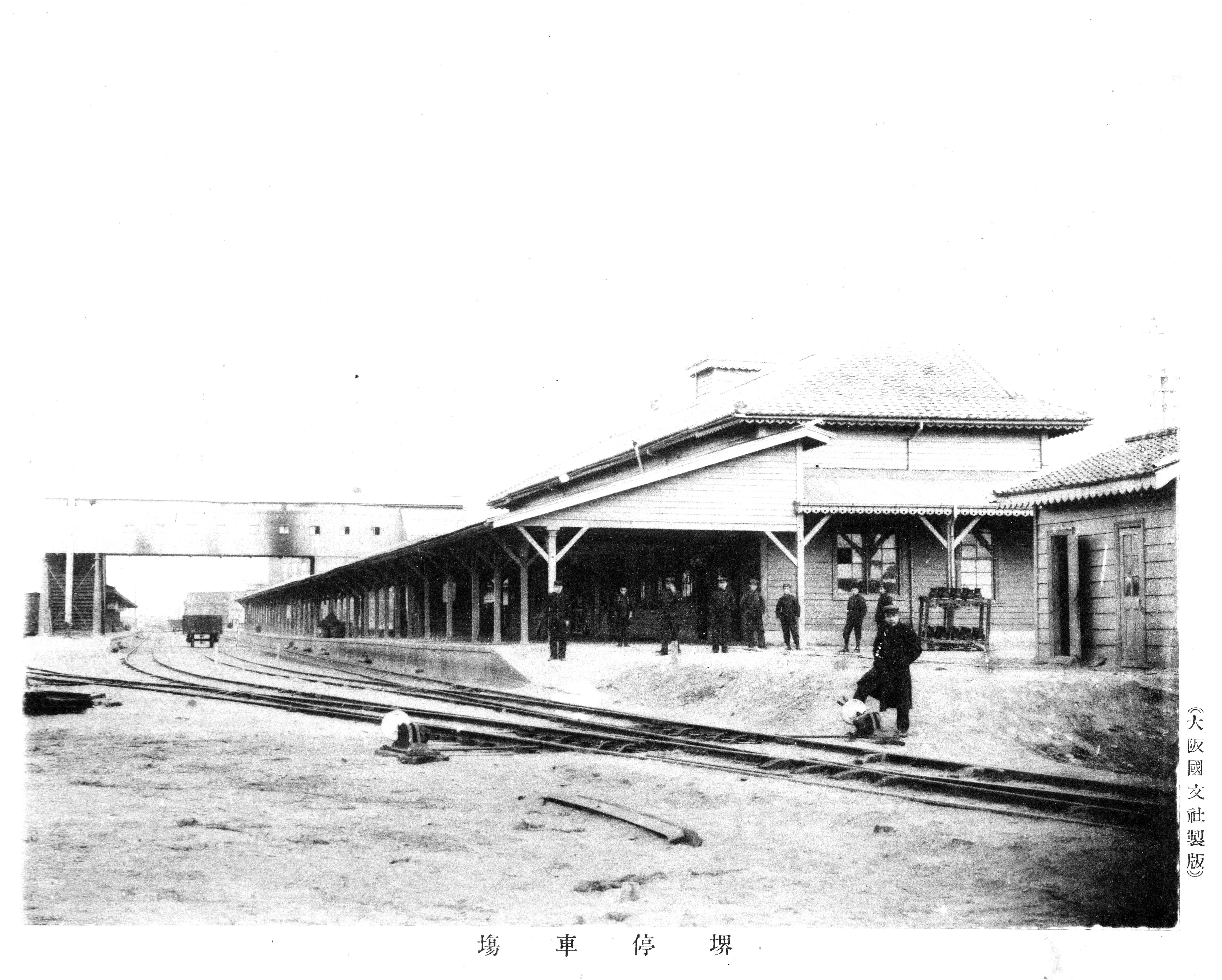
阪堺鐵道時代

此站於1888年（明治21年）開業，是堺市最老的車站。此站曾是該市的代表站，在1965年（昭和40年）將堺市代表站的地位讓予阪和線堺市站（現在改由高野線堺東站作為實質的代表站）。

## 車站構造
本站為設有待避設備的島式月台2面4線高架車站。月台有效長度為10節編組，難波起的第1節（一般10節編組的1號車部分）設有欄杆阻隔，無法進入。而近泉佐野（南口樓梯）1節（一般10輛編組的10號車部分）則不停靠也不設置欄杆。2樓為驗票閘口，3樓則為月台。

### 月台配置
| 月台 | 路線   | 方向 | 目的地                               |
| ---- | ------ | ---- | ------------------------------------ |
| 1、2 | 南海線 | 下行 | 和歌山市方向 （ 機場線）關西機場方向 |
| 3、4 | 南海線 | 上行 | 難波方向                             |

偶數月台（2、4號月台）為本線，奇數月台（1、3號月台）為待避線。

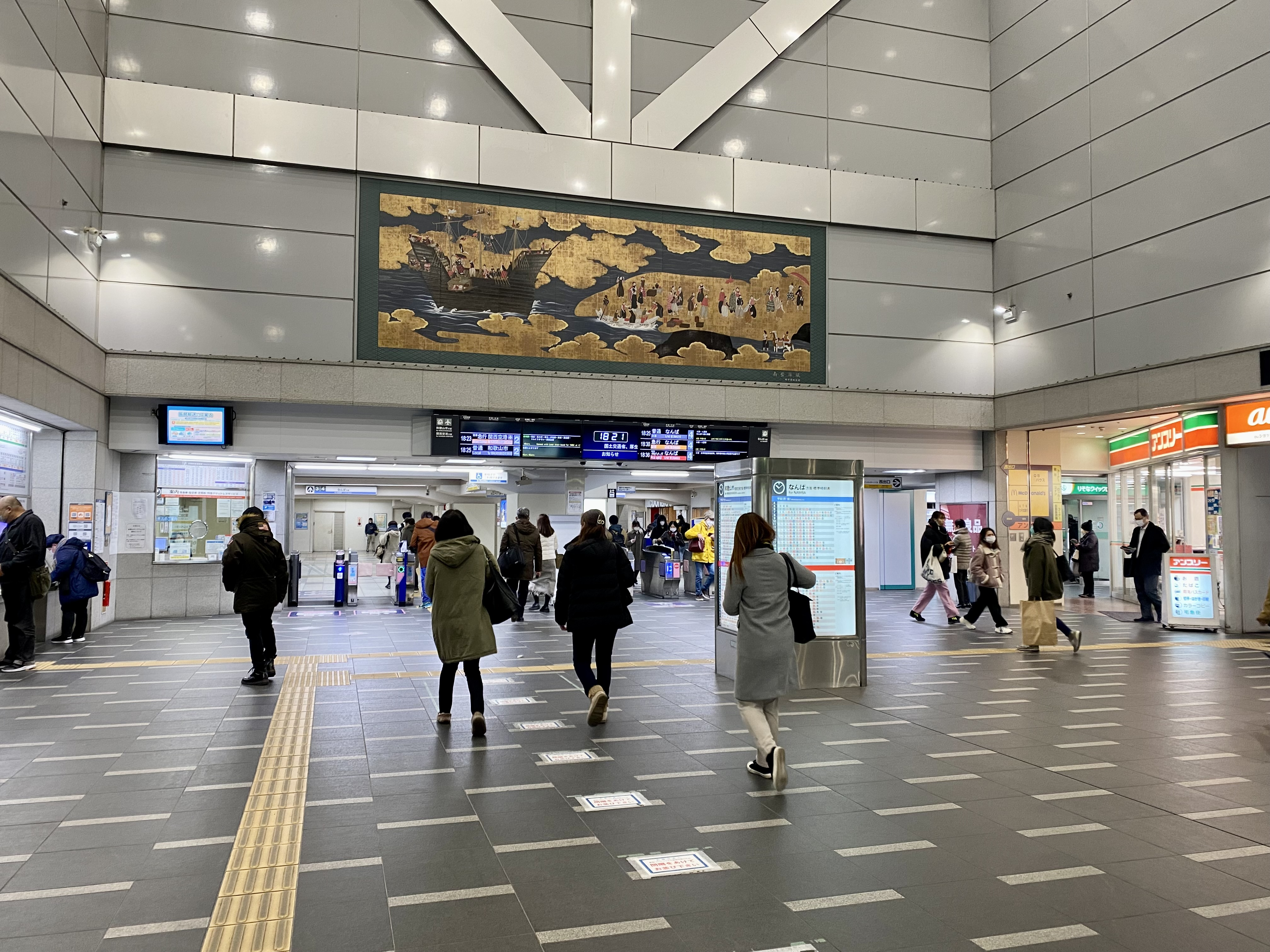
東驗票閘口（2022年1月）
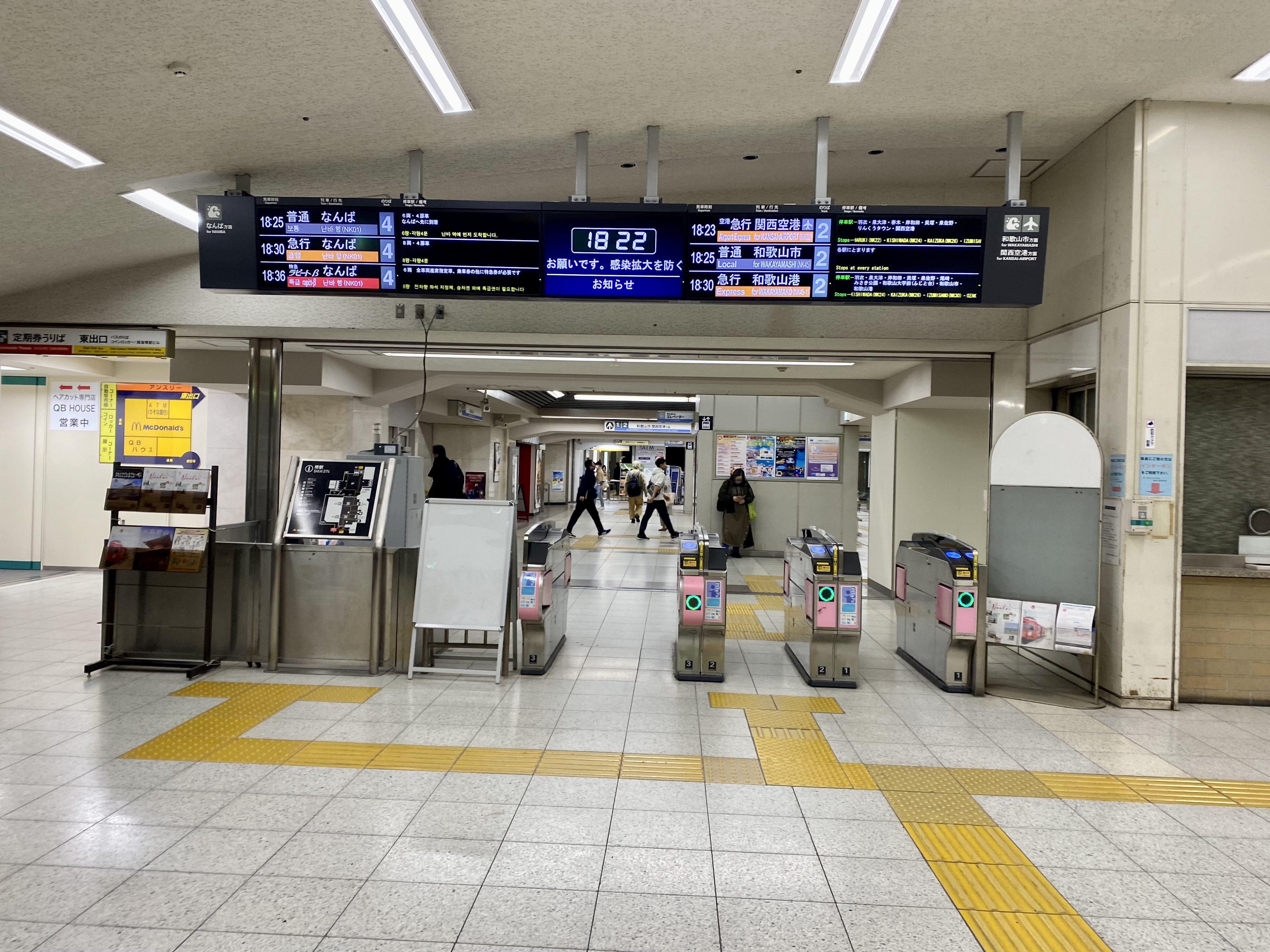
西驗票閘口（2022年1月）
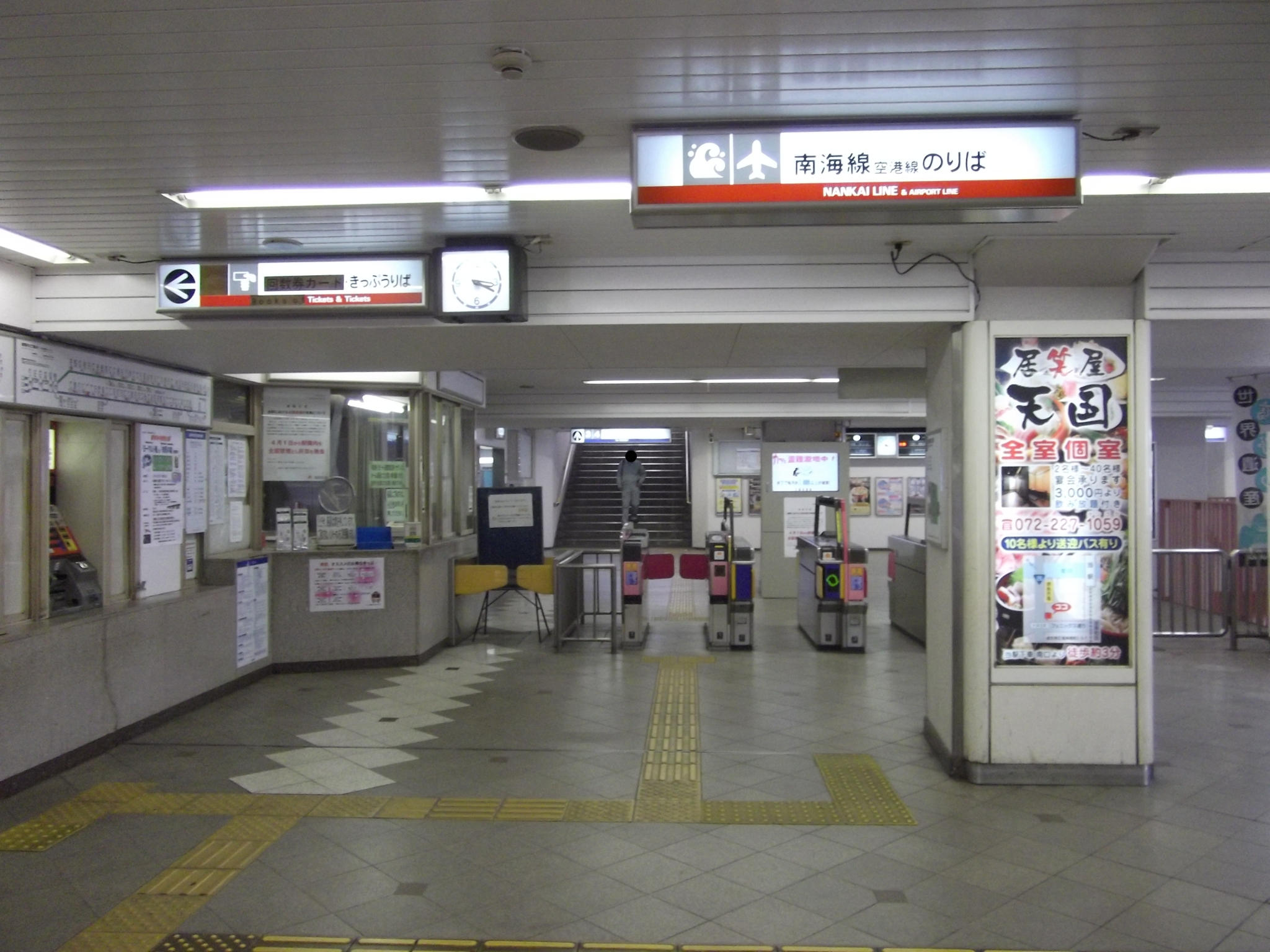
南驗票閘口（2011年3月）
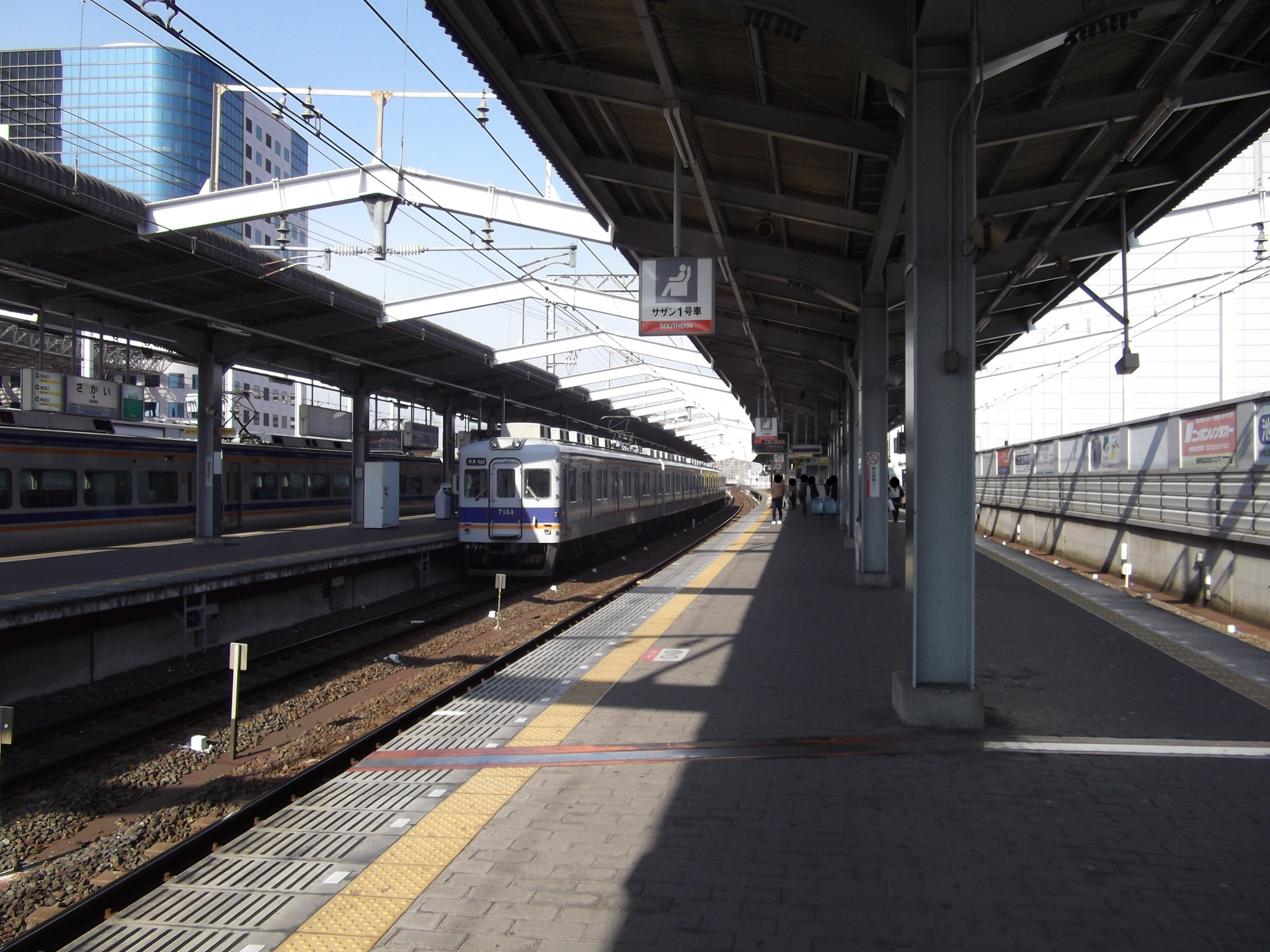
月台（2011年3月）

## 使用情況
2018年（平成30年）度1日平均上下車人次為38,564人（上車人次：19,014人，下車人次：19,550人），南海電鐵100個車站當中排行第6位在南海本線（除今宮戎站、萩之茶屋站外共41個車站）當中排行第4位，是不與高野線並行的路段當中上下車人數最多的車站。
近年的1日平均上下、上車人次如下表。
| 年度               | 1日平均 上下車人次 | 1日平均 上車人次 | 順位 | 來源   |
| ------------------ | ------------------ | ---------------- | ---- | ------ |
| 1990年（平成02年） | 34,159             | 17,200           | -    | [ 2 ]  |
| 1991年（平成03年） | 34,651             | 17,450           | -    | [ 3 ]  |
| 1992年（平成04年） | 34,097             | 17,171           | -    | [ 4 ]  |
| 1993年（平成05年） | 34,182             | 17,294           | -    | [ 5 ]  |
| 1994年（平成06年） | 34,871             | 17,818           | -    | [ 6 ]  |
| 1995年（平成07年） | 35,769             | 18,268           | -    | [ 7 ]  |
| 1996年（平成08年） | 35,413             | 18,079           | -    | [ 8 ]  |
| 1997年（平成09年） | 34,443             | 17,686           | -    | [ 9 ]  |
| 1998年（平成10年） | 33,968             | 17,431           | -    | [ 10 ] |
| 1999年（平成11年） | 33,166             | 16,866           | -    | [ 11 ] |
| 2000年（平成12年） | 33,654             | 17,235           | 8位  | [ 12 ] |
| 2001年（平成13年） | 33,395             | 17,124           | 7位  | [ 13 ] |
| 2002年（平成14年） | 32,826             | 16,831           | 7位  | [ 14 ] |
| 2003年（平成15年） | 32,883             | 16,843           | 7位  | [ 15 ] |
| 2004年（平成16年） | 32,622             | 16,698           | 7位  | [ 16 ] |
| 2005年（平成17年） | 32,923             | 16,903           | 7位  | [ 17 ] |
| 2006年（平成18年） | 33,478             | 17,166           | 7位  | [ 18 ] |
| 2007年（平成19年） | 33,996             | 17,379           | 7位  | [ 19 ] |
| 2008年（平成20年） | 35,530             | 18,204           | 7位  | [ 20 ] |
| 2009年（平成21年） | 34,416             | 17,547           | 7位  | [ 21 ] |
| 2010年（平成22年） | 34,829             | 17,739           | 7位  | [ 22 ] |
| 2011年（平成23年） | 33,471             | 17,003           | 8位  | [ 23 ] |
| 2012年（平成24年） | 33,413             | 16,924           | 8位  | [ 24 ] |
| 2013年（平成25年） | 34,183             | 17,220           | 8位  | [ 25 ] |
| 2014年（平成26年） | 34,610             | 17,401           | 7位  | [ 26 ] |
| 2015年（平成27年） | 36,358             | 18,192           | 6位  | [ 27 ] |
| 2016年（平成28年） | 37,814             | 18,574           | 6位  | [ 28 ] |
| 2017年（平成29年） | 38,196             | 18,817           | 6位  | [ 29 ] |
| 2018年（平成30年） | 38,564             | 19,014           | 6位  | [ 30 ] |

## 相鄰車站
南海電氣鐵道
南海本線

- ■特急「Rapi:tβ」停靠站

■特急南方
天下茶屋（NK05）－堺（NK11）－岸和田（NK24）
■急行、■機場急行、■區間急行
天下茶屋（NK05）－堺（NK11）－羽衣（NK16）
■準急（至此站為止各站停車，只限往難波運行）
天下茶屋（NK05） ← 堺（NK11） ← 湊（NK12）
■普通
七道（NK10）－堺（NK11）－湊（NK12）

## 外部連結
- 堺 - 南海電氣鐵道